# 脇浜町
脇浜町（わきのはまちょう）は、神戸市中央区の町名の一つで、区の東部、東を灘区に接する商業・工業地域。一～三丁目に分かれる。

## 地理
工場・事務所ビル・商店・集合住宅の建つ商業・工業地域。
一～三丁目があり、北東部が一丁目、南東部が二丁目、南西部が三丁目となっている。東は灘区の岩屋北町・岩屋中町・岩屋南町に接しており、南は脇浜海岸通と、西は南本町通・北本町通・吾妻通と隣接し、北西の領域を筒井町が占め、北辺で割塚通に接している。
二～三丁目の中央部を北東から南西へ国道2号が横断。南端を北東から南西へ阪神高速3号神戸線が高架で走る。地下には阪神本線が東西に横断している。
一丁目には神鋼環境ソリューション、神鋼病院、神戸朝鮮初中級学校、神戸市立科学技術高等学校・神戸市立神戸工科高等学校および脇浜公園が、二丁目には浄土宗阿弥陀寺、南宮宇佐八幡神社、神戸脇浜郵便局、みのり保育園、脇浜西公園、神戸市環境局中央事業所および関西電力葺合変電所が、三丁目には日本香料薬品、住友ゴム工業本社および春日野道商店街がある。

## 歴史

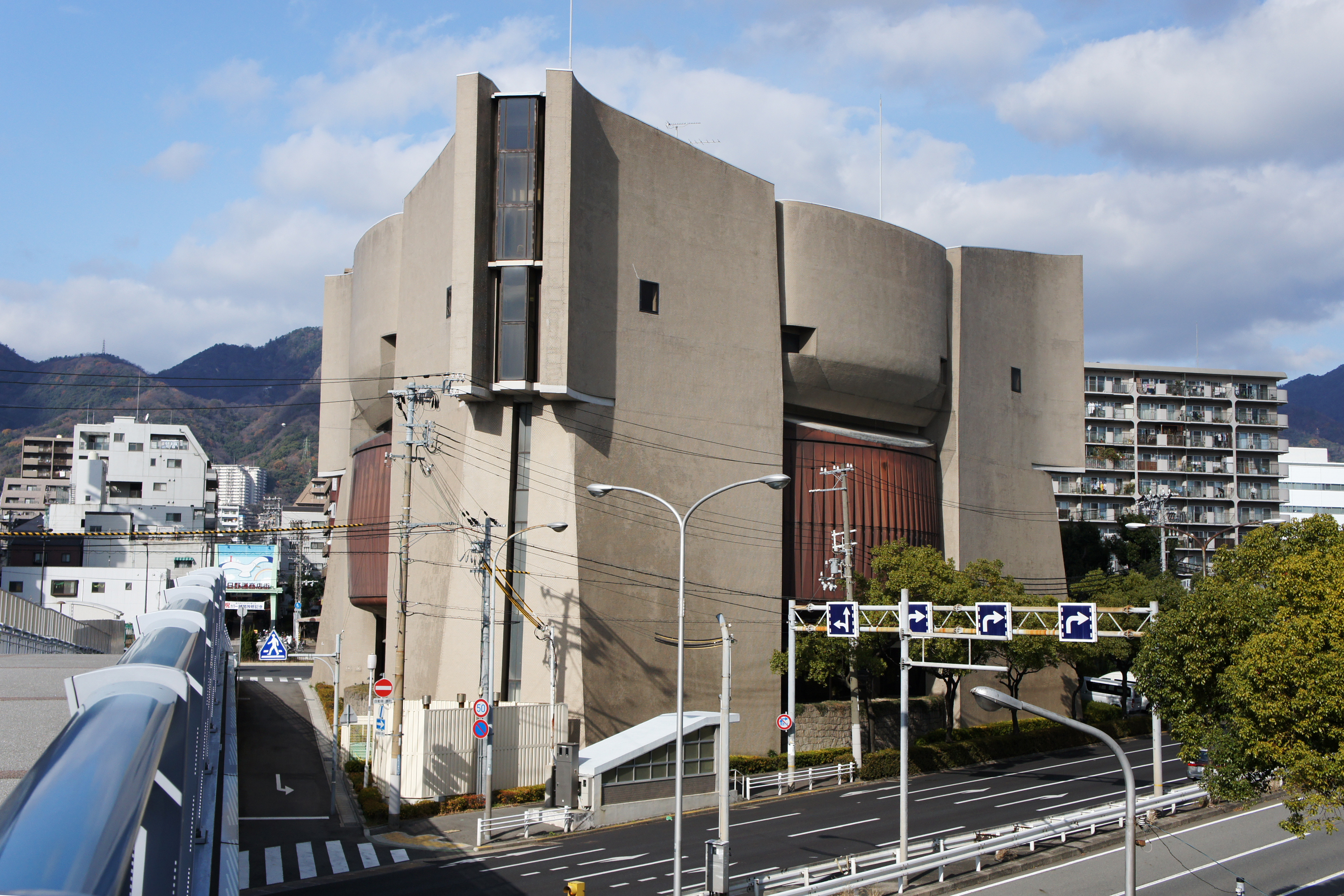
町内にかつて存在した西山記念会館。

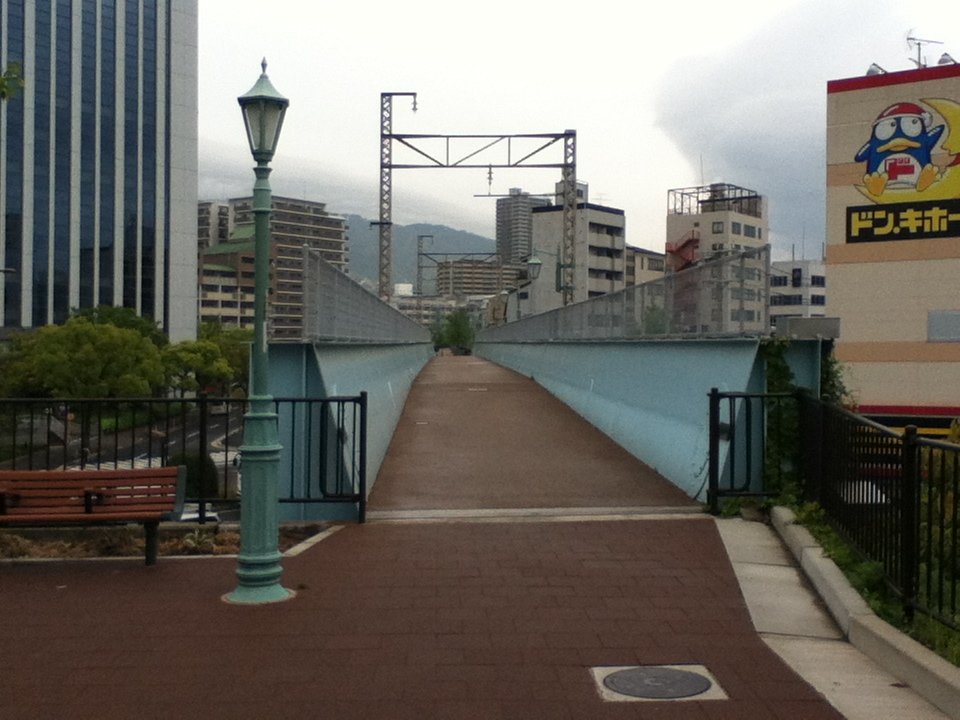
神戸臨港線の廃線跡の鉄橋が遊歩道に使われている。

「脇浜（わきのはま）」という地名の由来は敏馬神社のある敏馬浦・敏馬崎の脇の浜によるという。
『西摂大観』によれば神功皇后の三韓征伐と結びつけて、その帰途に風雨を凌ぐためにこの地に上陸し船の脇楯を使って仮の玉座を作ったことから「脇楯浜」と呼ばれ、それが脇浜に転じたという言い伝えもあるが、付会説とみられている。また、法然上人が讃岐からの帰途に上陸して松を植えたとの伝承もあり、町内の阿弥陀寺の起りなのだという。この周辺は江戸時代には脇浜村となっていて、明治8年（1875年）頃に葺合村の一部となっている。
脇浜町は明治39年（1906年）に神戸市葺合町の一部から成立し、初めは神戸市の町名で、区政施行した昭和6年（1931年）からは神戸市葺合区、葺合区が生田区と合併した昭和55年（1980年）からは神戸市中央区の町名となった。
昭和47年（1972年）、一部が脇浜海岸通および割塚通一～七丁目となった。
明治39年（1906年）に脇浜尋常小学校が開校したが、昭和23年（1948年）に廃校して宮本通の春日野小学校へ統廃合されている。
明治40年（1907年）、神戸臨港線が開通。この貨物線はかつて神戸港や神戸製鋼所を結び港町神戸の発展に貢献したが、平成15年（2003年）12月1日をもって廃線となり、現在では跡地は遊歩道となっている。
明治43年（1910年）に春日野道～兵庫駅前間に開通していた神戸電気鉄道（後の市電）が、昭和8年（1933年）に春日野道から当町の東端まで延長され、阪神電気鉄道国道線に連絡した。昭和10年（1935年）には市電東部国道線が開通して、浜側の磯上線は撤去された。双方の路面電車の軌道はこの阪神国道線東神戸駅・神戸市電脇浜町電停の部分で接続されており、通常運行での相互乗り入れはなかったものの、花電車が直通運転された事もあった。しかし昭和43年（1968年）には市電の、翌昭和44年（1969年）には阪神国道線の乗り入れがそれぞれ廃止されて、路面電車は姿を消した。
一方で、明治38年（1905年）開通の阪神本線は、昭和8年（1933年）に岩屋～三宮間で地下線となった。
明治41年（1908年）から西側の地先の海面が埋め立てられ、葺合港と呼ばれる船溜が築造された。明治44年（1911年）に鈴木商店の神戸製鋼所が神戸製鋼として独立。大正7年（1918年）にはこの葺合港の東に神戸製鋼と川崎造船所とが進出して埋立地を完成させた。この国道2号以南の埋立地は大正10年（1921年）に脇浜海岸通と名付けられた。
昭和29年（1954年）、神戸製鋼とアメリカのファウドラー社が共同出資して神鋼ファウドラー（現・神鋼環境ソリューション）を設立。川崎製鉄西山記念会館が昭和50年（1975年）に建てられたが、36年後の平成23年（2011年）に閉館して取り壊されている。平成6年（1994年）には住友ゴム工業新本社ビルが建てられた。

## 統計
- 平成22年（2010年）の世帯数1,726・人口3,013[1]。
- 昭和60年（1985年）の世帯数377・人口869[2]。
- 昭和35年（1960年）の世帯数882・人口3,665[6]。
- 大正9年（1920年）の世帯数1,952・人口8,545[6]。